# Laconie
Cet article possède un paronyme, voir Laconia.
La Laconie (en grec ancien Λακωνική / Lakōnikế) est une région historique de Grèce, située à l'extrême sud-est de la péninsule du Péloponnèse. De nos jours, la Laconie est un district régional de la périphérie du Péloponnèse comptant 94 916 habitants (2000), entre la Messénie et l’Arcadie, dont la capitale est Sparte.
C'est une longue vallée, entourée par des montagnes (Taygète, Parnon) sur trois de ses côtés, et débouchant sur la mer (golfe de Laconie) par le dernier. La rivière Eurotas coule tout le long de la vallée. À cause du relief, la Laconie est difficile d'accès. Il n'existe que deux passes, au nord, qui permettent d'y entrer. Dans l'Antiquité, Hérodote rapporte que le Thébain Épaminondas hésita à envahir Sparte précisément pour cette raison.
La manière de parler des habitants de la Laconie dans l'Antiquité, peu bavards, a donné naissance au mot laconique.

## Noms
Son nom ancien est Lacédémone (Λακεδαίμων / Lakedaímôn), nom qu'Homère donne indifféremment à la région ou à sa capitale. La forme continue à être utilisée par la suite, mais le nom « Laconie » est celui qu'emploient la plupart des auteurs grecs, dont Plutarque, et les Romains après eux. L'habitant libre de la région, qu'il soit citoyen ou périèque, est appelé Lacon (Λάκων / Lákôn) ou Lacédémonien (Λακεδαιμόνιος / Lakedaimónios).
Ces noms viennent de Lacédémon, héros mythique fondateur de Sparte. On les rapproche parfois de λάκκος, « la citerne, le cellier », car la région est très encaissée entre les montagnes.

## Histoire

### Antiquité

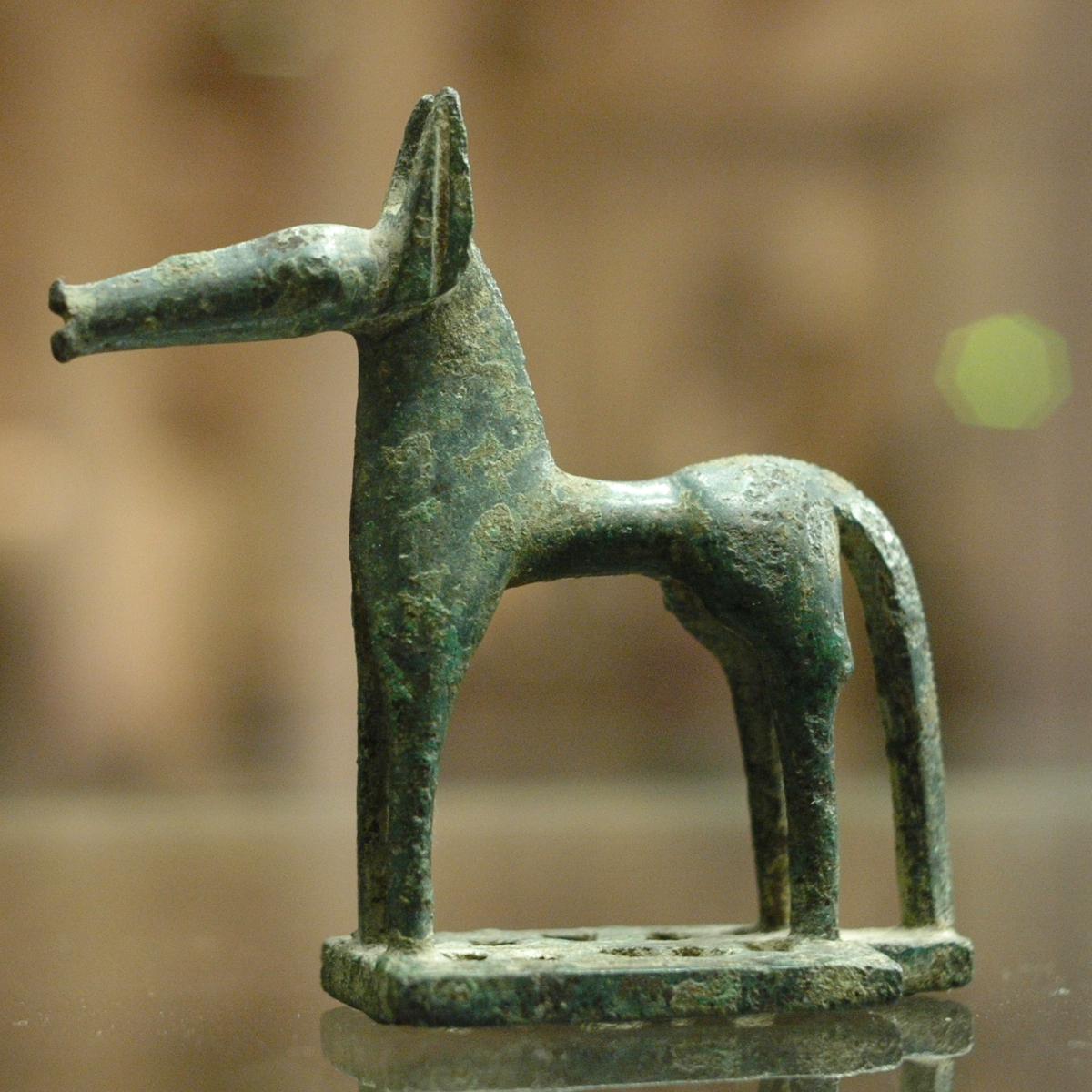
Statuette de cheval en bronze, Olympie, style laconien, v. 740 av. J.-C.

La présence humaine en Laconie est attestée au Néolithique supérieur dans la grotte d'Alepotrypa, sur la rive orientale du golfe de Messénie, ainsi que sur la butte de Koufóvouno, à proximité de Sparte et d'Amyclées. Elle se développe à l'Helladique et à l'Helladique récent (HR) II, la Laconie semble divisée en petites principautés.
L'influence mycénienne se fait sentir à partir de HRIIIA, soit le XIVe siècle av. J.-C. Au siècle suivant, le peuplement laconien est important et dense, principalement concentré sur la vallée de l'Eurotas, mais avec des incursions dans les zones montagneuses. À l'HRIIIC, la civilisation mycénienne de Laconie connaît un déclin caractérisé par une forte diminution du peuplement, mais sans connaître, semble-t-il, de désastre comparable à ceux de Tirynthe, Pylos ou Mycènes elle-même.
Néanmoins, la fin de l'ère mycénienne laisse le territoire dans un vide qui facilite l'arrivée des Doriens, à la recherche de terres favorables à l'agriculture. Les quelques habitants restés dans la vallée de l'Eurotas sont asservis par les nouveaux arrivants et deviennent des Hilotes. À cette époque, Sparte commence à prendre son essor, et l'histoire de la Laconie se confond ensuite avec celle de la cité-État.
Après la défaite de Sparte contre les Romains en -195, une partie des cités côtières se détache de la cité et forme la fédération des Éleuthéro-lacones (Laconiens libres).
En 146 av. J-C la Ligue Achéenne est vaincue puis dissoute par Rome et, sous le règne d'Auguste, devient la province d'Achaïe. En 395, lors de la division de l'Empire romain, la Grèce est intégrée à l'Empire romain d'Orient.

### Moyen Âge
En 610 des slaves, les Ézérites et les Mélinges, s'installent autour du Taygète, à l'ouest de Sparte : longtemps restés autonomes dans leurs duchés, ils conservant leur identité et leur parler slave tout au long du Moyen Âge, avant d'être finalement hellénisés et christianisés au contact des Grecs durant la période byzantine.
Au début du IXe siècle, la Laconie fait partie du thème byzantin du Péloponnèse, et résiste victorieusement aux raids maritimes des pirates arabes ou normands d'Italie, mais en 1204 les croisés s'en emparent et la majeure partie du pays est alors intégrée à la principauté d'Achaïe, avant d'être reconquise, en 1349, par les Grecs qui créent le despotat de Morée. Celui-ci survit pendant sept ans à la chute de Constantinople aux mains des Ottomans en 1453.

### Temps Modernes
La Laconie demeure ensuite dans la Grèce ottomane, à l'exception d'un bref intermède vénitien entre 1699 et 1718. La guerre d'indépendance grecque de 1821 aboutit à la création d'une république en 1830, au protocole de Londres, puis d'un royaume grec indépendant en 1832, au traité de Londres.
Au XXe siècle, la Laconie est occupée par l'Italie fasciste de 1941 à 1943, puis par l'Allemagne nazie de 1943 à 1944.

## Découpage administratif moderne

### Dèmes (municipalités)

Les dèmes (municipalités) de Laconie à la suite de la réforme Kallikratis (2010)

| Dème (municipalité) | Chef-lieu                           | District municipal | YPES code | Chef-lieu      | Code postal |
| ------------------- | ----------------------------------- | ------------------ | --------- | -------------- | ----------- |
| 3. Elafónisos       | Élafonissos                         | Élafonissos        | 3206      | Élafonissos    | 230 53      |
| 4. Eurotas          | Skala                               | Elos               | 3207      | Vlachiotis     | 230 55      |
| 4. Eurotas          | Skala                               | Geronthres         | 3204      | Geráki         | 230 58      |
| 4. Eurotas          | Skala                               | Krokees (en)       | 3211      | Krokeés        | 230 57      |
| 4. Eurotas          | Skala                               | Niata (en)         | 3215      | Niata          | 230 60      |
| 4. Eurotas          | Skala                               | Skala              | 3219      | Skala          | 230 51      |
| 2. Magne-Oriental   | Gýthio (siège historique: Areópoli) | Gythio             | 3205      | Gythio         | 232 00      |
| 2. Magne-Oriental   | Gýthio (siège historique: Areópoli) | Ítylo              | 3217      | Aréopoli       | 230 62      |
| 2. Magne-Oriental   | Gýthio (siège historique: Areópoli) | Magne Oriental     | 3201      | Kotronas       | 230 66      |
| 2. Magne-Oriental   | Gýthio (siège historique: Areópoli) | Smynos (en)        | 3220      | Agios Nikolaos | 230 61      |
| 5. Monemvasia       | Molái                               | Asopós             | 3202      | Papadianika    | 230 56      |
| 5. Monemvasia       | Molái                               | Monemvasia         | 3213      | Monemvasia     | 230 70      |
| 5. Monemvasia       | Molái                               | Molaoi             | 3212      | Molaoi         | 230 52      |
| 5. Monemvasia       | Molái                               | Voies              | 3203      | Neapoli        | 230 53      |
| 5. Monemvasia       | Molái                               | Zárakas            | 3208      | Richéa         | 230 68      |
| 1. Sparte           | Sparte (siège historique: Mistra)   | Faris (en)         | 3222      | Xirokampi      | 230 54      |
| 1. Sparte           | Sparte (siège historique: Mistra)   | Inous              | 3216      | Sellasie       | 230 64      |
| 1. Sparte           | Sparte (siège historique: Mistra)   | Mistra             | 3214      | Magoula        | 231 00      |
| 1. Sparte           | Sparte (siège historique: Mistra)   | Pellána            | 3218      | Kastorio       | 230 59      |
| 1. Sparte           | Sparte (siège historique: Mistra)   | Sparte             | 3221      | Sparte         | 231 00      |
| 1. Sparte           | Sparte (siège historique: Mistra)   | Thérapné           | 3209      | Goritsá        | 231 00      |
| 1. Sparte           | Sparte (siège historique: Mistra)   | Karyes             | 3210      | Karyes         | 230 67      |